# HD 2942
Désignations
HD 2942, également désignée HR 134 est une étoile triple de la constellation d'Andromède. Sa magnitude apparente combinée est de 6,33, ce qui la place à la limite de la visibilité à l'œil nu. D'après la mesure de sa parallaxe annuelle par le satellite Gaia, le système est situé à environ 556 années-lumière (170 parsecs) de la Terre. Il s'en rapproche à une vitesse radiale héliocentrique de −10,5 km/s.
La composante primaire, désignée HD 2942 A, est une géante rouge de type spectral K0III, qui est estimée être 3,17 fois plus massive que le Soleil. La composante secondaire, HD 2942 B, est beaucoup moins visible, avec une magnitude apparente de 11,26, et est située à 8,6 secondes d'arc de HD 2942 A. Il s'agit d'une binaire spectroscopique à raies doubles, où deux naines jaunes très similaires avec des types spectraux de type G6V et G8V orbitent autour de leur centre de masse commun en 7,489 jours. La paire est calculée effectuer une orbite autour de l'étoile primaire en 24 763 ans.
Les catalogues de multiplicité stellaire, comme le catalogue d'étoiles doubles de Washington, répertorient généralement un autre composant. Cette étoile, cependant, est située beaucoup plus loin que les deux autres.